# 三仏斉
三仏斉（さんぶっせい）とは、10世紀初めから15世紀初めまで漢文史料に登場する東南アジアの交易国家。

## 概要
三仏斉は、かつて室利仏逝（シュリーヴィジャヤ王国）と同一視されてきたが、同時に複数の三仏斉国が中国の王朝に朝貢したという記録があり、三仏斉注輦（チョーラ）国、三仏斉詹卑（ジャンビ）国、三仏斉宝林邦（パレンバン）などの表記がみられたりするところから、単一の国家ではなく、マラッカ海峡地域における港市国家の総称と把握されるようになった。三仏斉とシュリヴィジャヤ・グループのビッグ・スリーすなわちチャイヤー、ケダー、ジャンビの3カ国が朝貢のための統一政体として9世紀の末に形成されたものと考えられる。1025年にタミール王国(南インド）にケダーをはじめマレー半島が占領されたが、これはマレー半島横断通商路の独占を狙ったものであり1080年ごろには返還された。南宋が朝貢制度をやめ市舶司制度に1本化する12世紀末まで続いた。
三仏斉は、9世紀後半以降のアラビア語史料に現れるザーバジュ（Sarboza、Serboza）に相当するとみられる。アラブ史料によれば、ザーバジュの大王が治める国ぐにには、スマトラ島北端部のラムリ、マレー半島西岸のクダ、それにスリブザなどがあったとされており、このスリブザこそ、かつてのシュリーヴィジャヤではなかったかとみられる。三仏斉になってもザーバジュ（三仏斉）などと呼ばれていた。西方諸国は三仏斉の内容については関知していなかったようである。三仏斉は朝貢品をパッタルンに集約し、Sating Phra港から中国向けに出荷していたものとみられる。これは後期「訶陵」（シャイレンドラ）時代からそうしていたものと考えられる。